# امیر مرادی
امیر مرادی (زاده ۲۱ فروردین ۱۳۶۹ - تهران) دونده اهل ایران است.
از افتخارات وی می‌توان به کسب مدال طلا دو ۱۵۰۰ متر مسابقات دو و میدانی داخل سالن آسیا ۲۰۱۸ اشاره کرد.

## افتخارات
- کسب مدال طلا در دو ۱۵۰۰ متر در مسابقات بین‌المللی داخل سالن ترکیه ۲۰۲۲.
- کسب دو مدال طلا در دو ۸۰۰ متر در مسابقات جایزه بزرگ آسیا چین ۲۰۱۹.[۴][۵][۶][۷]
- کسب مدال نقره در دو ۱۵۰۰ متر در مسابقات بازی‌های آسیایی جاکارتا اندونزی ۲۰۱۸.[۸][۹]
- کسب مدال طلا در دو ۱۵۰۰ متر در مسابقات داخل سالن قهرمانی آسیا تهران ۲۰۱۸.[۱۰]
- کسب مدال برنز در دو ۸۰۰ متر در مسابقات بازی‌های آسیایی داخل سالن ترکمنستان ۲۰۱۷.[۱۱][۱۲][۱۳]
- کسب مدال برنز در دو ۸۰۰ متر در مسابقات جایزه بزرگ آسیا در تایلند ۲۰۱۵.[۱۴]
- کسب مدال طلا در دو ۸۰۰ متر در مسابقات بین‌المللی بلاروس ۲۰۱۴.[۱۵]
- کسب مدال برنز در دو ۸۰۰ متر در مسابقات جایزه بزرگ آسیا هند ۲۰۱۰.[۱۶]
- کسب مدال نقره در دو ۸۰۰ متر در مسابقات قهرمانی جوانان آسیا در اندونزی ۲۰۰۸.

## اتهام تجاوز جنسی
بر اساس گزارش‌های ایندیپندنت فارسی در خرداد ۱۴۰۴، مسعود کامران پس از پایان مسابقات قهرمانی دوومیدانی آسیا ۲۰۲۵ در شهر گومی، کره جنوبی، به همراه چند ملی‌پوش دیگر به یک میخانه رفت و با زن ۲۰ ساله کره‌ای آشنا شد که سپس به هتل آورده شد. پس از آن حسین رسولی و مرادی (مربی تیم ملی دوومیدانی ایران) هم وارد اتاق کامران شدند و قربانی در حمام اتاق به‌طور مخفیانه با پلیس تماس گرفت. وقتی پلیس وارد اتاق شد، امیر زمان‌پور هم داخل اتاق‌شان بود و بازداشت شد. چهار متهم در زمان ارتکاب جرم ادعایی به شدت مست بوده‌اند و در بازداشت به سر می‌برند، و در انتظار برگزاری دادگاه هستند که احتمالاً با احکام سنگین حبس همراه خواهد بود.